# علم (شركة)
عِلم هي شركة مساهمة سعودية، (اشتهرت باسمها المختصر «عِلم» بكسر الحرف الأول «العين») ويدل اسمها في اللغة العربية على سعة الاطلاع والمعرفة والقدرة على ابتكار الحلول القائمة على التجربة وفق منهجية علمية واضحة.
وهي شركة مساهمة سعودية مدرجة في السوق المالية السعودية «تداول» ومركزها الرئيسي في العاصمة السعودية الرياض وتتنوع نشاطاتها في تقديم الحلول الرقمية كالمنصات والمنتجات، وتنفيذ المشاريع الرقمية، وحلول إسناد الأعمال المرتبطة بأعمال الشركة، مع تقديم الخدمات الاستشارية الداعمة في المجالات الرقمية ومجالات الأعمال المحيطة بها.
وتُعد «عِلم» من أكبر الشركات القيادية المقدمة للحلول الرقمية المتكاملة في المملكة العربية السعودية، وخاصة في مجال التحول إلى الحكومات الإلكترونية. وتقدم الشركة مجموعة كبيرة من الحلول الرقمية الجاهزة والمخصصة في العديد من المجالات من خلال نماذج عمل متنوعة ومرنة تتناسب مع رغبات العملاء.

## نشأة الشركة
تأسست «عِلم» كشركة سعودية ذات مسؤولية محدودة بتاريخ 8 يونيو 1988م في المملكة العربية السعودية بمدينة الرياض، لتكون أول شركة أبحاث مملوكة لمركز المعلومات الوطني بهدف نقل التقنية من كافة أنحاء العالم وتوطينها في المملكة تحت مسمّى «شركة العِلم للأبحاث والتطوير».
في الربع الثاني من عام 2002م تم تغيير اسم «الشركة» إلى «شركة العِلم لأمن المعلومات» لتقدم كل ما يتعلق بأمن المعلومات، ودشنت «الشركة» خدمة «الاستفسار عن تصاريح الحج إلكترونيا» وأتاحتها للجمهور مباشرة من خلال الرسائل النصية، محقّقة بذلك الخطوة الأولى في عالم الخدمات الإلكترونية في المملكة العربية السعودية، وهي أول خدمة إلكترونية آمنة تتاح للجمهور بعيدا عن المراجعات الحكومية.
في عام 2002 أطلقت الشركة خدمة الاستعلام عن «تصاريح الحج» كأول خدمة إلكترونية على مستوى السعودية، كما شهد عام 2007م إطلاق أول خدمة إلكترونية تفاعلية متكاملة لعموم الناس، وهي خدمة «التأشيرة الإلكترونية (الخروج والعودة)» والتي حققت تغييرا نوعيًا في مجال إعادة هندسة الإجراءات وإدارة التغيير، واستطاعت أن تقلب معادلة (الورقي والإلكتروني) وفرضت مفهومها الجديد بأن البيانات المسجلة في النظام الإلكتروني، أكثر أهمية من بيانات مختومة أو لاصق مثبت على صفحة جواز، مما كان له أكبر الأثر في تسارع التحول إلى خدمات الحكومة الإلكترونية.
صدر المرسوم الملكي بالموافقة على تحويل شركة العلم لأمن المعلومات إلى شركة مساهمة سعودية مملوكة لصندوق الاستثمارات العامة بتاريخ 13 نوفمبر 2007م.
وفي 16 فبراير 2022م قامت الشركة بطرح 24 مليون سهم عادي للاكتتاب العام تمثل 30٪ من رأس مالها، وحققت نجاحاً خلال مسيرة الطرح من خلال الإقبال الكبير للاكتتاب فيها، حيث بلغت تغطية الاكتتاب المؤسساتي أكثر من 69% ووصل حجم التغطية بالنسبة للمستثمرين الأفراد إلى أكثر من 1311%.

## القطاعات
تُقدم جميع خدمات علم عبر القطاعات التالية:
- قطاع الخدمات الإلكترونية.
- قطاع خدمات تقنية المعلومات.
- قطاع خدمات الإسناد الحكومي.
- قطاع الخدمات الاستشارية.

## الشركات التابعة والشقيقة
للشركة 10 شركات تابعة وشقيقة وهي:
1. الشركة السعودية لتبادل المعلومات إلكترونيا (تبادل): شركة مساهمة سعودية مقفلة، مؤسسة وقائمة في المملكة، ومقيدة بالسجل تجاري رقم (1010274503) بتاريخ 14-10-1430هـ الموافق (10-03-2009م)، وبرأس مال قدره خمسين مليون (50,000,000)ريال مقسم إلى خمسة ملايين (5,000,000) سهم عادي بقيمة اسمية تبلغ عشرة (10) ريالات للسهم الواحد، وهي مملوكة بشكل كامل للشركة.
2. شركة إمداد الخبرات: شركة ذات مسؤولية محدودة مؤسسة وقائمة في المملكة ومقيدة بالسجل تجاري رقم (1010414975 (بتاريخ 22/07/1435هـ)الموافق 21/05/2014م (، وبرأس مال قدره خمسمائة ألف (500,000) ريال، مقسم إلى خمسين ألف (50,000) حصة نقدية، بقيمة اسمية تبلغ عشرة (10) ريالات للحصة الواحدة، وهيمملوكة بشكل كامل للشركة.
3. شركة علم للاستثمار التقني: وهي شركة شخص واحد ذات مسؤولية محدودة، مؤسسة وقائمة في المملكة ومقيدة بالسجل التجاري رقم (1010599252) وتاريخ 16-02-1441هـ الموافق (15-10-2019م)، وبرأس مال قدره خمسمائة ألف (500,000)ريال‘ مقسم إلى خمسين ألف (50,000) حصة نقدية، بقيمة اسمية قدرها عشرة (10) ريالات للحصة الواحدة، وهي مملوكة بشكل كامل للشركة.
4. شركة العمرة للخدمات المتميزة: شركة شخص واحد ذات مسؤولية محدودة، مؤسسة وقائمة في المملكة، ومقيدة بالسجل التجاري رقم (1010656805) وتاريخ 12-02-1442هـ الموافق (29-09-2020م)، وبرأس مال قدره خمسمائة ألف (500,000) ريال، مقسم إلى خمسين ألف (50,000) حصة نقدية، بقيمة اسمية قدرها عشرة (10) ريالات للحصة الواحدة، وهي مملوكة بشكل كامل للشركة.
5. شركة موارد المستقبل المحدودة: شركة ذات مسؤولية محدودة، مؤسسة وقائمة في المملكة، ومقيدة بالسجل التجاري رقم (1010606896) وتاريخ 23-03-1441هـ الموافق (20-11-2019م)، وبرأس مال قدره خمسون ألف (50,000) ريال، مقسم إلى خمسة الآف (5,000) حصة نقدية، بقيمة اسمية قدرها عشرة (10) ريالات للحصة الواحدة، وهي مملوكة بنسبة 98.99 % من قبل شركة علم للاستثمار التقني بينما النسبة المتبقية والبالغة 02.0 % فهي مملوكة لشركة إمداد الخبرات.
6. شركة أسدام ديجيتال منطقة حرة – ذ.م.م: شركة ذات مسؤولية محدودة، مؤسسة وقائمة في دبي، ومقيدة بالسجل التجاري رقم (99019) بتاريخ 09-02-1443هـ الموافق (16-09-2021م، وبرأس مال قدره خمسون ألف (50,000) درهم مقسم إلى خمسين (50) سهم بقيمة اسمية تبلغ ألف (1,000) درهم للسهم الواحد، وهي مملوكة بالكامل من قبل شركة موارد المستقبل.
7. شركة علم أركان لتقنية نظم المعلومات: شركة مؤسسة وقائمة في المملكة، ومقيدة بالسجل التجاري رقم (1010209530) وتاريخ 15-04-1426هـ الموافق (23-05-2005م)، وبرأس مال قدره خمسمائة ألف (500,000)ريال، مقسم إلى خمسة الآف (5,000) حصة نقدية، بقيمة اسمية قدرها مائة (100)ريال سعودي للحصة الواحدة، وهي مملوكة بنسبة 60 % من قبل شركة موارد المستقبل بينما النسبة المتبقية والبالغة 40 % فهي مملوكة لسعود سعد سعود العريفي.
8. شركة حلول الوطن الذكية: هي شركة رائدة ومؤهلة في مجال التكامل والخدمات لأنظمة المعلومات والاتصالات.[3]
9. شركة مدار: إحدى شركات مجموعة العبيكان وتساهم شركة علم عبر المشاركة في رأس المال ودعم الخبرة التقنية والعملية.[4]
10. شركة دال: هي شركة متخصصةً في صناعة الحلول الرقمية الموثوقة والآمنة للسوق العقاري في السعودية.[5]

## تاريخ عِلم
- 1986: تأسست عِلم كشركة ذات مسؤولية محدودة تابعة لمركز المعلومات الوطني باسم "شركة العِلم للأبحاث والتطوير"؛ كمركز أبحاث تُعنى بنقل التقنية من كافة أنحاء العالم وتوطينها.
- 2002: تم تغيير اسم الشركة إلى "شركة العِلم لأمن المعلومات" وبدأت في تقديم الخدمات الإلكترونية وكل ما يتعلق بأمن المعلومات، ووسعت نطاق خدماتها لتقديمها إلى الجهات الحكومية. وأطلقت خدمة تأشيرات العمرة وتأمين الرخصة المرورية.
- 2004: تم إطلاق خدمة "يقين" للتوثيق الآني كأول خدمة توثيق إلكترونية في السعودية.
- 2005: أطلقت عِلم أول خدمة للتنبيه عبر الرسائل الإلكترونية، وخدمة الاستعلام المباشر عبر بوابة الجوازات.
- 2007: تحولت عِلم من شركة ذات مسؤولية محدودة إلى شركة مساهمة مقفلة يملكها صندوق الاستثمارات العامة. وتم إطلاق خدمة "مقيم" كأول خدمة إلكترونية تفاعلية متكاملة، والبوابة الآلية في المطارات.
- 2010: أطلقت عِلم "بوابة أبشر" بالتعاون مع الجهات ذات العلاقة، كأول بوابة إلكترونية متكاملة تخدم الملايين من المواطنين والمقيمين، كما قامت بتشغيل أول مركز نموذجي للخدمات الحكومية.
- 2011: توسعت عِلم في نشاطها التجاري خارج جوهرها الأساسي إلى تقديم الاستشارات وخدمات تكنولوجيا المعلومات المتكاملة، والإسناد والتدريب. وقامت بإطلاق خدمة "استحقاق" كأول محرك لتأكيد الأحقية وكان من أول تطبيقاته برنامج "حافز"، وكانت من أبرز مشغلي برنامج "طاقات" للتوظيف.
- 2012: قامت عِلم بتشغيل مركز الطباعة الأمنة للوثائق الرسمية والحساسة، كما أطلقت خدمة الشهادات الطبية و"بوابة تم" بشكلها المتكامل.
- 2014: قامت عِلم بتشغيل مشروع "حياك" بالتعاون مع الجهات ذات العلاقة، لاستقبال ضيوف المملكة عبر المطارات مما ساهم في تحسين الصورة الذهنية عن للدولة.[6]
- 2017: أصبحت عِلم أول شركة يسند لها أعمال تفتيشية تابعة للقطاع العام من خلال خدمة إجادة للتفتيش الإلكتروني. وقامت بتشغيل حساب المواطن.[7]
- 2018: انتقلت عِلم من الأتمتة إلى الرقمنة عبر استراتيجية معتمدة الابتكار كركيزتها الأساسية، لتكون المنصة الرقمية الأولى التي تقدم تجربة عميل متكاملة، وبدأت في التوسع دوليا.
- 2019: ساهمت عِلم في بناء منظومة نقل متكاملة، وقامت بتشغيل مشروع طريق مكة لخدمة ضيوف الرحمن.
- 2020: استحوذت الشركة على شركة تبادل.[8] وقانت بتشغيل المراكز العدلية وإطلاق منصة ناجز للخدمات العدلية. وتم تغيير اسم الشركة من "شركة العِلم لأمن المعلومات" إلى شركة "عِلم".[9]
- 2022: قامت الشركة بطرح 24 مليون سهم عادي للاكتتاب العام تمثل 30٪ من رأس مالها وحققت نجاحا رائعا خلال مسيرة الطرح من خلال الإقبال الكبير للاكتتاب فيها، حيث بلغت تغطية الاكتتاب المؤسساتي أكثر من 69% ووصل حجم التغطية بالنسبة للمستثمرين الأفراد إلى أكثر من 1311%.[10]
- وفي يونيو 2023، وقعت الشركة عقداً مع وزارة الداخلية السعودية، بقيمة 70 مليون ريال، لمدة خمسة أشهر.[11]

## نطاقات أعمال عِلم
تشتهر الشركة على نطاق واسع بأنها من أبرز الشركات الرائدة في قطاع الخدمات والحلول التقنية والرقمنة بالسعودية، وتنجز الشركة أكثر من 2 مليار سنويا عبر أكثر من 30 مليون مشترك و700 ألف عميل تجاري يستخدمون منتجات ومنصات وخدمات الشركة في العديد من المنصات والخدمات الرقمية المتنوعة.
كما تتميز الشركة بمكانة ريادية في قطاع التحول الرقمي بالمملكة وتشتهر بتقديم مجموعة كبيرة من الحلول والخدمات في هذا القطاع، بدءا من تطوير وتنفيذ الحلول الرقمية الأساسية، وتقديم الدعم اللازم لتحسين إجراءات العمل وتمكين التحول الرقمي، وصولا إلى دعم عملائها في تقديم أفضل الخدمات ذات القيمة العالية للمواطنين والمقيمين بالمملكة. تقوم كل وحدة من وحدات الأعمال بتحليل تجارب العملاء وإيجاد الفرص المشتركة مع عملائها، وتكون هي حلقة الوصل بين قطاعات "الشركة" وعملائها بما يحقق النتائج المرجوة. فعبر قطاع الخدمات الاحترافية نقدم لعملائنا العديد من الاستشارات في مجال تحليل الفرص أو المشاكل والمعوقات ووضع الحلول بما يتناسب وتطلعات عملائنا، كما أننا نقدم خدمات تحليل البيانات لأعمال الشركة والخطوات المستقبلية التي ستعتمد الشركة عليها ومساعدة الشركات على استخدام بياناتها للحصول على ميزة تنافسية. ومن خلال قطاع المشاريع الرقمية ننفّذ الحلول التقنية وعند حاجة عملائنا لإدارة المشاريع؛ فإننا نقوم بتنفيذ وإدارة كامل مراحل المشاريع بالإضافة إلى التطوير التقني وإدارة الجودة وفق أعلى المعايير حيث تشمل الأعمال التقنية المتكاملة ومحركات الاستحقاق والمنصات الرقمية، والتي تقوم من خلالها الشركة بتقديم حلول الأعمال التقنية المتكاملة للعملاء من القطاعين العام والخاص كما نقوم بتشغيل المشاريع لعملائنا وفق مفهوم رفاهية تقديم الخدمات في القطاع الخاص؛ بالتنسيق مع قطاع إسناد الأعمال. ومن خلال قطاع التوطين وبناء القدرات فإننا نسعى إلى تأهيل الكوادر الوطنية بأعلى المعايير العالمية من باحثين عن العمل أو موظفين على رأس العمل من خلال عمليات استقطاب مُحكَمة لشغل الشواغر المتاحة في سوق العمل. كما أننا نسعى في قطاع الأبحاث والابتكار إلى التطوّر المستمر وتحقيق الريادة في تقديم خدمات الأعمال الرقمية الآمنة، من خلال بناء بيئة إبداعية تساهم في إيجاد منتجات وخدمات مبتكرة وحلول إبداعية للتحديات من خلال برامج تهدف إلى تشجيع الابتكار. وتستهدف هذه البرامج ثلاث فئات رئيسية وهي: موظفي الشركة، والمجتمع، والجامعات.

## الخدمات الإلكترونية

### خدمة ضامن
هو منتج إلكتروني متطور وموثوق يعمل بمثابة طرفٍ وسيط وآمن يتولَّى المعاملات المالية الخاصة بمنصات البيع عبر الإنترنت، وغيرها من جهات البيع التي لا تمتلك موقعاً إلكترونياً، باستخدام الحساب البنكي الافتراضي.

### خدمة موجز
تغطي هذه الخدمة مجالاً واسعاً من الخدمات التي تعزز أمن وموثوقية عملية شراء السيارات المستعملة، كما تتاح الخدمة للعملاء عبر منصةٍ إلكترونية وتطبيق للهاتف المحمول.

### مؤشر الأسعار
يعمل على تعزيز أداء قطاع المركبات في المملكة من خلال حوكمة وأتمتة تقييم أسعار المركبات.

### محفظة الهوية الرقمية
تأتي كوسيلةٌ موثوقة للتعرف على هوية الفرد أو الشركة والتحقق من صحة المعلومات الشخصية وإثبات الأهلية للحصول على خدمات معينة.

## منتجات علم
تقدم عِلم عدة منتجات في عدة مجالات، وهي عبارة عن حلول جاهزة للاستخدام على شكل خدمات تقنية وبوابات وتطبيقات إلكترونية وما قد يتعلق بها من أعمال مساندة، قامت بتطويرها شركة عِلم بالتعاون مع عدد كبير من المنشآت في القطاعين العام والخاص بهدف إيجاد خدمات متكاملة تغطي شريحة كبيرة من المجتمع.
تدير عِلم عدة علامات تجارية، في عدة قطاعات ومجالات:

### قطاع الحلول الأمنية:
- يقين.[16]
- مقيم.
- نذير.
- التصاريح الأمنية.[17]
- البوابة الذكية.
- أمن.
- سلامة.
- زاول.[18]
- مبادرة رواد.

### قطاع حلول النقل:
- تم.[19]
- موجز.
- نقل.
- مسارات.[20]
- وصل.
- بيان.
- تأجير.
- حافلات.[21]
- توصيل.

### قطاع الحلول الصحية:
- إفادة.[22]
- واحد.[23]
- سعودي بيو ببًل (Saudi Bio Bubble).[24]

### قطاع الحلول الإدارية:
- تراس.
- رابط.[25]
- أساس.[26]
- إدارة البيانات.